# Paintballmarkör

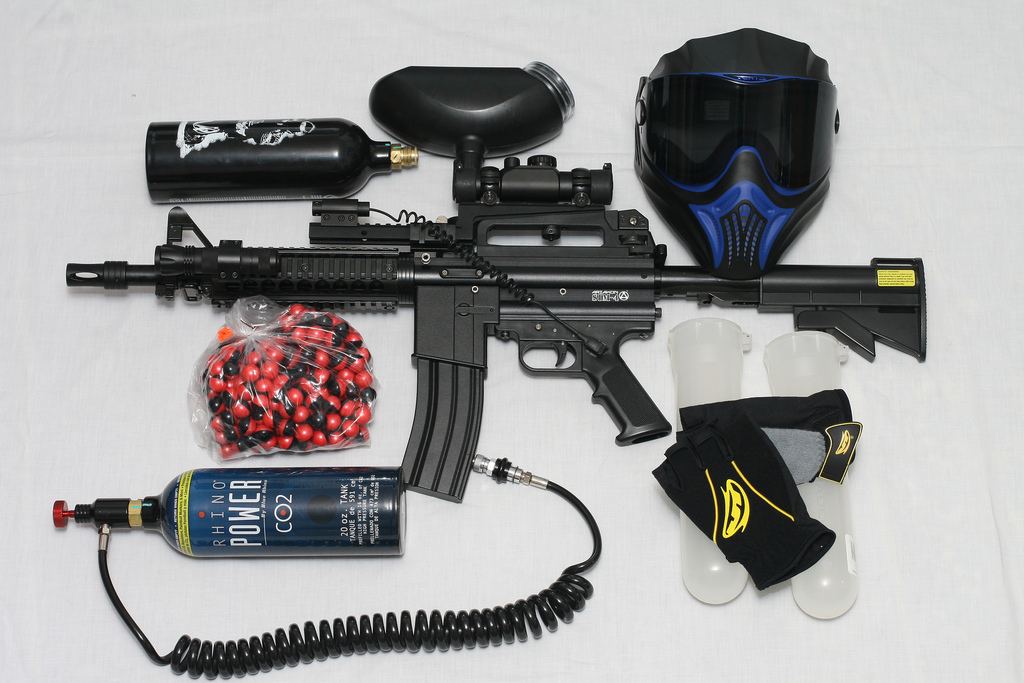
En paintballmarkör och tillhörande utrustning, inklusive ammunition och en skyddsmask

En paintballmarkör, även kallat paintballvapen eller enbart markör, är en luftpistol som används i skyttesporten paintball, och den viktigaste delen av paintball-utrustning. Paintball-markörer använder komprimerad gas, såsom koldioxid (CO2) eller komprimerad luft (HPA), för att driva färgfyllda gelkapslar som kallas paintballs (engelska för färgkulor) genom pipan och snabbt träffa ett mål. Termen "markör" kommer från dess ursprungliga användning som ett verktyg för skogsbrukspersonal för att markera träd och ranchägare för att markera vandrande boskap.
Utgångshastigheten för paintballmarkörer är cirka 90 m/s; de flesta paintballbanor begränsar dock hastigheten till 85–90 m/s, och små inomhusfält kan ytterligare begränsa det till 75 m/s.  Även om högre utgångshastighet är möjlig, har den bedömts vara osäker för användning på de flesta kommersiella paintballbanor. 

## Typer
Paintballmarkörer delas in i två huvudkategorier när det gäller mekanismer – mekaniska och solenoid-drivna elektropneumatiska markörer.